# Vitis amurensis
Vitis amurensis ou a uva de Amur, é uma espécie de uva nativa do continente asiático. Seu nome vem do vale do Amur, na fronteira entre a Rússia e a China. Esta espécie é resistente a baixas temperaturas, mesmo a -40 ° C. e tem alta resistência a muitas doenças, como podridão branca e antracnose.
Os vinhos feitos com essas uvas têm cor, aroma e sabor incomuns, bem diferentes do vinho produzido com a uva Vitis vinifera e contêm abundantes substâncias naturais bioativas, que têm efeitos importantes na redução da pressão arterial humana, antienvelhecimento e prevenção de doenças cardiovasculares. 
A China cultiva a maior área de Vitis amurensis do mundo, com cerca de 5.000 ha, e os pesquisadores chineses deram grandes contribuições à indústria de vinho de uva nas áreas de produção de temperatura fria.

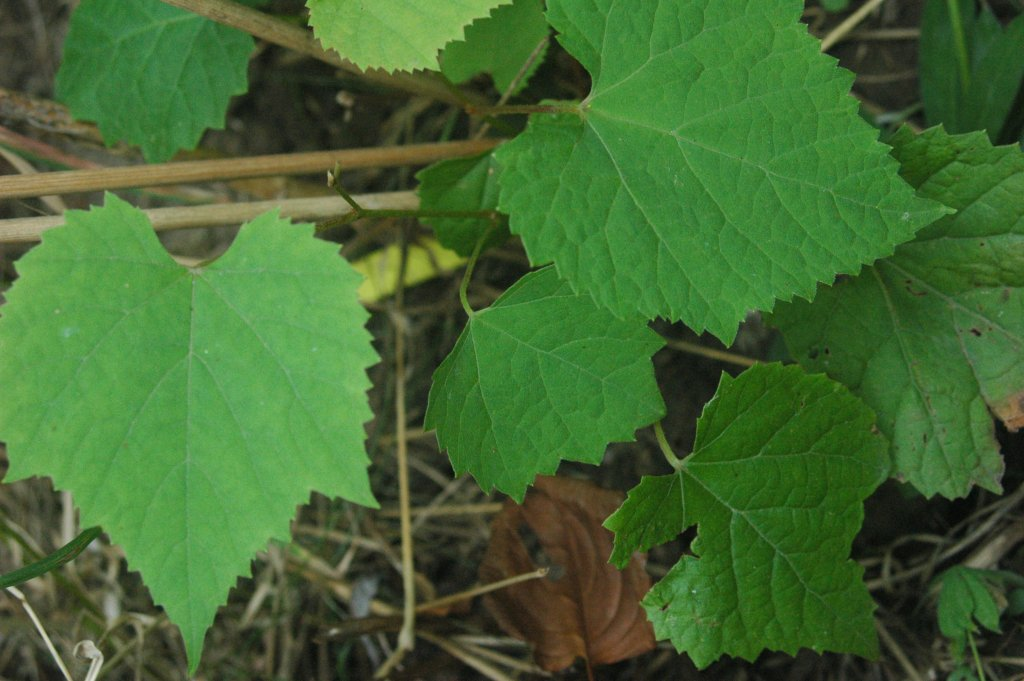
Folhas da uva de Amur
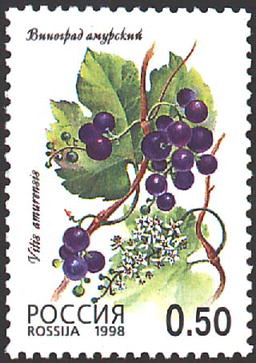
Uva de Amur no selo postal da Rússia em 1998